# 牛鳥
牛鳥（學名Bullockornis planei）是一種已滅絕的不會飛的鳥。牠們生存於1500萬年前中新世中期的澳洲。

## 特徵
牛鳥站立時高2.5米，可能重250公斤。牠們有非常大的喙，適合撕開東西，故牠們可能是肉食性的。頭顱骨比細小的馬還要大。很多古生物學家都相信牠們與鵝有關。

## 外部連結
- Australia's Lost Kingdoms
- The Bird from Hell? （页面存档备份，存于）
- 'Thunder Birds' - The Family Dromornithidae （页面存档备份，存于）
- Giant duck a flesh eater （页面存档备份，存于）